# Konstsim vid världsmästerskapen i simsport 2023 – Mixat fritt parprogram
Mixat fritt parprogram vid världsmästerskapen i simsport 2023 avgjordes mellan den 21 och 22 juli 2023 i Marine Messe Fukuoka i Fukuoka i Japan.
Cheng Wentao och Shi Haoyu från Kina tog guld, Itzamary González och Diego Villalobos från Mexiko tog silver och Dennis González och Mireia Hernández från Spanien tog brons.

## Resultat
Kvalet startade den 21 juli klockan 10:00. Finalen startade den 22 juli klockan 10:00.
Grön bakgrund betyder att konstsimmarna gick vidare till finalen
| Placering | Nationalitet   | Namn                                     | Kval     | Kval      | Final            | Final            |
| Placering | Nationalitet   | Namn                                     | Poäng    | Placering | Poäng            | Placering        |
| --------- | -------------- | ---------------------------------------- | -------- | --------- | ---------------- | ---------------- |
| 1         | Kina           | Shi Haoyu Cheng Wentao                   | 221,1023 | 1         | 225,1020         | 1                |
| 2         | Mexiko         | Itzamary González Diego Villalobos       | 166,4040 | 5         | 192,5500         | 2                |
| 3         | Spanien        | Dennis González Mireia Hernández         | 198,9042 | 2         | 183,4207         | 3                |
| 4         | Colombia       | Gustavo Sánchez Jennifer Cerquera        | 172,3666 | 4         | 170,2208         | 4                |
| 5         | Storbritannien | Beatrice Crass Ranjuo Tomblin            | 150,6208 | 6         | 151,5416         | 5                |
| 6         | Serbien        | Ivan Martinović Jelena Kontić            | 143,0189 | 8         | 146,5708         | 6                |
| 7         | Belgien        | Renaud Barral Lisa Ingenito              | 147,1521 | 7         | 144,7812         | 7                |
| 8         | Thailand       | Voranan Toomchay Kantinan Adisaisiributr | 138,1084 | 9         | 135,6167         | 8                |
| 9         | Kazakstan      | Nargiza Bolatova Eduard Kim              | 191,8354 | 3         | 133,6979         | 9                |
| 10        | Sydkorea       | Kim Ji-hye Byun Jae-jun                  | 125,3708 | 11        | 125,1542         | 10               |
| 11        | Peru           | Sandy Quiroz Álvaro Aronés               | 135,4417 | 10        | 121,0668         | 11               |
| 12        | Chile          | Theodora Garrido Nicolás Campos          | 125,3354 | 12        | 119,1291         | 12               |
| 13        | Tyskland       | Michelle Zimmer Frithjof Seidel          | 124,7188 | 13        | Gick inte vidare | Gick inte vidare |
| 14        | Puerto Rico    | Javier Ruisanchez Nicolle Torrens        | 90,0770  | 14        | Gick inte vidare | Gick inte vidare |
| 15        | Kuba           | Carelys Valdes Andy Ávila                | 78,4522  | 15        | Gick inte vidare | Gick inte vidare |
| 16        | Japan          | Tomoka Sato Yotaro Sato                  | 0DNS0    | 0DNS0     | 0DNS0            | 0DNS0            |